# Wskaźnik cen
Wskaźnik cen (również indeks cen) – wskaźnik opisujący dynamikę cen w analizowanym okresie w porównaniu do okresu bazowego.
Wyróżnia się cząstkowe (indywidualne) i agregatowe (zespołowe) wskaźniki cen. Wskaźniki indywidualne pokazują zmiany cen dla danego dobra w dwóch okresach. Wskaźniki agregatowe pokazują zmiany cen zbioru dóbr z uwzględnieniem standaryzacji współczynników ilościowych (stałe wagi – np. udziały poszczególnych dóbr w całkowitym koszyku).
Zwyczajowo przy wskaźnikach cen wartością bazową jest 100.

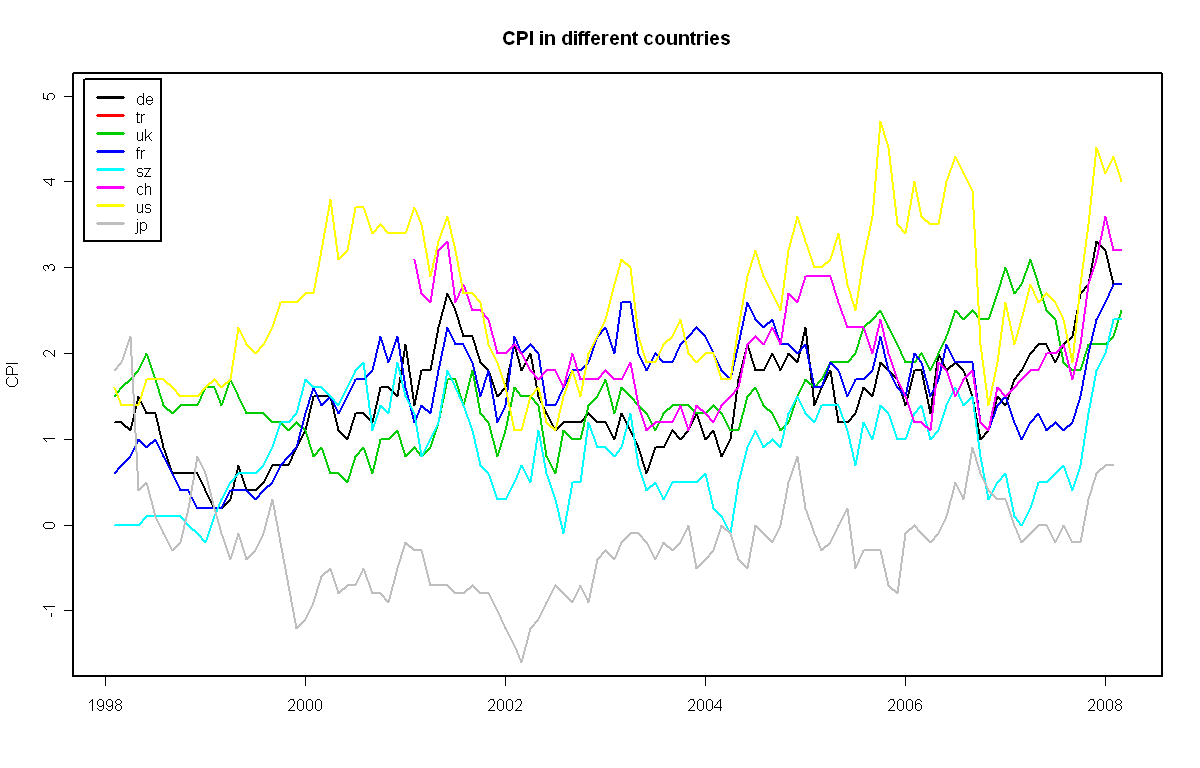
Wskaźnik cen w różnych państwach w latach 1998–2008